# エミール・マグヌッソン
エミール・マグヌッソン（Emil Magnusson、1887年11月23日- 1933年7月26日）は、スウェーデンの元陸上競技選手である。彼は、1912年に開催された1912年ストックホルムオリンピックの円盤投（両手投）で銅メダルを獲得した。

## 経歴
マグヌッソンは自国で開催されたストックホルムオリンピックに、スウェーデン代表として円盤投、円盤投（両手投）の2種目に出場した。
7月12日に行われた円盤投には、15の国から41人の選手が参加した。選手たちは5つの組に分かれて予選を競ったが、同日の決勝に進めるのは、予選の組に関わらず記録上位の3選手のみであった。マグヌッソンは39.91メートルの記録で全体の8位に終わり、決勝進出は果たせなかった。
円盤投（両手投）は、6つの国から20人の選手が参加して7月13日に行われた。選手たちは3つの組に分かれて左右各1回ずつ投てきを行ったが、こちらも同日の決勝に進めるのは、予選の組に関わらず記録上位の3選手のみであった。マグヌッソンは右手40.28メートル、左手35.07メートル、合計75.35メートルを投げて予選の2位につけた。
決勝に進んだのは、予選1位のフィンランド代表アルマス・タイパレ（前日の円盤投で金メダルを獲得していた）、予選3位のフィンランド代表エルマー・ニクランダー、そしてマグヌッソンの3名であった。決勝は左右各3回ずつ投てきを行い、一番良い記録の合計を競った。結果はタイパレが82.86メートル（右手44.68メートル、左手38.18メートル）で2個目の金メダルを獲得し、ニクランダーが77.96メートル（右手40.28メートル、左手37.68メートル）で続いた。マグヌッソンは予選より記録を伸ばして77.37メートル（右手40.58メートル、左手36.79メートル）を投げ、銅メダルを獲得することになった。その後、1933年にマルメで死去している。